# Kanzem

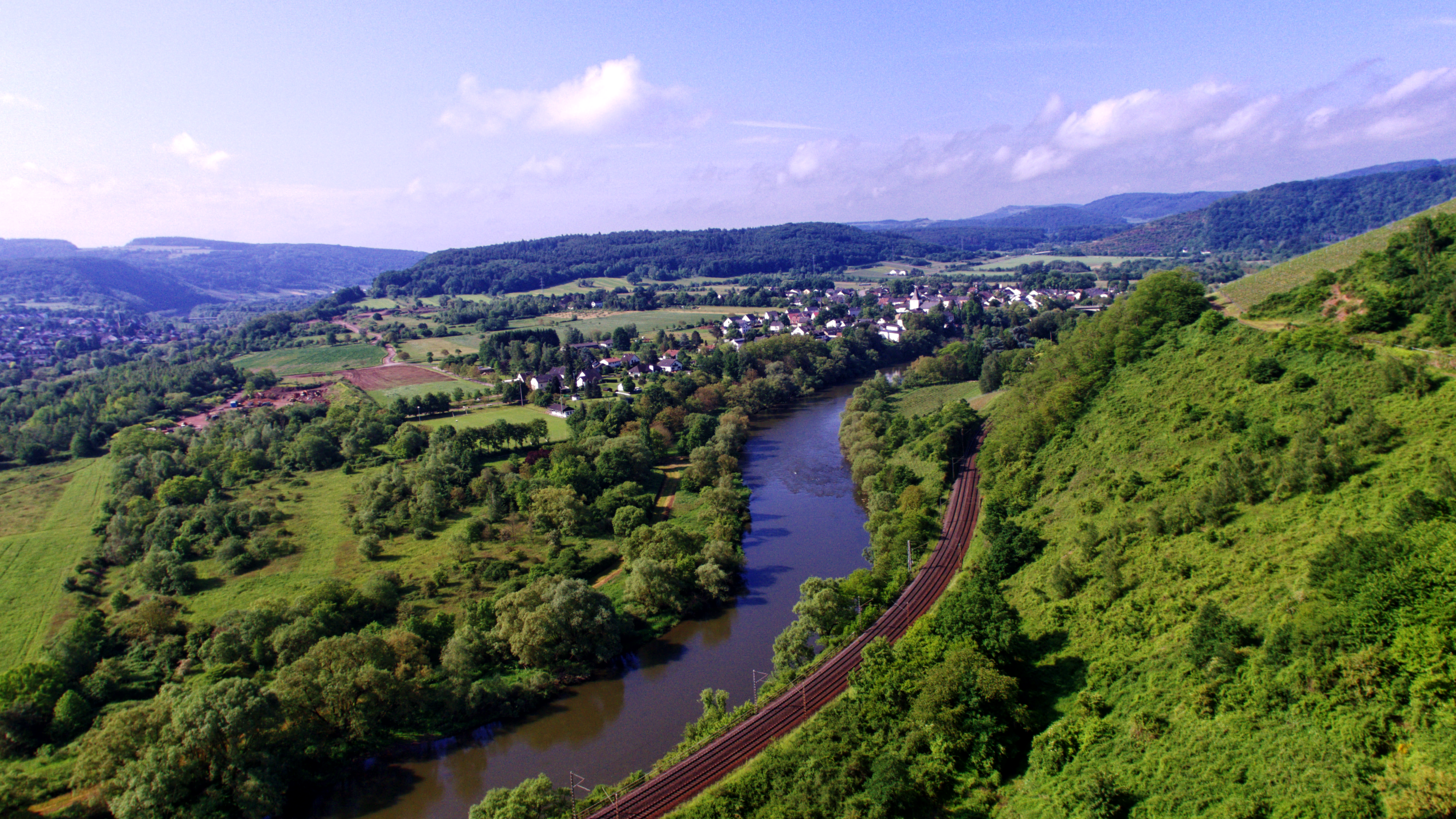
Kanzem von der Wiltinger Kupp

Der Weinort Kanzem, zumindest bahnamtlich bis 1. September 1936 Canzem geschrieben, liegt an der unteren Saar in Rheinland-Pfalz. Er ist eine Ortsgemeinde innerhalb der Verbandsgemeinde Konz im Landkreis Trier-Saarburg.

## Lage und Zugang über Brücken
Im Zuge des Ausbaus der Saar zur Großschifffahrtsstraße in den 1980er Jahren wurde die Ortslage von Kanzem zu einer Insel, umgeben von der Saar und dem Schleusenkanal Kanzem, der in einem ehemaligen Saarlauf ausgebaggert wurde.
Zwischen Kanzem und Wawern befindet sich die Schleuse Kanzem am nördlichen Ende des Schleusenkanals.
Kanzem ist über vier Brücken erreichbar.
Aus Richtung Konz über die 1929 erbaute Saarbrücke (L 137), die im Zweiten Weltkrieg zerstört und 1956 wiederhergestellt wurde.
Aus Richtung Saarburg über die Wiltinger Saarbrücke (K 130).
Aus Richtung Biebelhausen (K 130) und aus Richtung Wawern (L 137) über Brücken, die in den 1980er Jahren erbaut wurden. Letztere hat eine Länge von 179 Metern bei einer Spannweite von 169 Metern.

## Geschichte
Kanzem wird 1030 in einer Urkunde der Trierer Abtei St. Marien unter dem Namen Camesa als Filialort der Mutterkirche Wiltingen erstmals erwähnt. Der Ortsname geht auf vorrömische Zeit zurück und deutet auf eine frühe Besiedlung hin. Seit dem 12. Jahrhundert war Kanzem gemeinsam mit der Nachbargemeinde Wiltingen eine eigene Herrschaft, die als Enklave im Kurfürstentum Trier zum Herzogtum Luxemburg gehörte, bis die gesamte Region 1794 von Frankreich besetzt und durch den Frieden von Campo Formio 1797 an Frankreich angeschlossen wurde. Durch Beschluss des Wiener Kongresses 1815 kam Kanzem zur preußischen Rheinprovinz.
Am 18. Juli 1946 wurde Kanzem gemeinsam mit weiteren 80 Gemeinden der Landkreise Trier und Saarburg dem im Februar 1946 von der übrigen französischen Besatzungszone abgetrennten Saargebiet angegliedert, das zu der Zeit nicht mehr dem Alliierten Kontrollrat unterstand. Am 6. Juni 1947 wurde diese territoriale Ausgliederung bis auf 21 Gemeinden wieder zurückgenommen, damit kam Kanzem an das 1946 neugebildete Land Rheinland-Pfalz.

## Politik

### Gemeinderat
Der Ortsgemeinderat in Kanzem besteht aus zwölf Ratsmitgliedern, die bei den Kommunalwahl am 9. Juni 2024 in einer personalisierten Verhältniswahl gewählt wurden, und dem Vorsitzenden.
Die Sitzverteilung im Ortsgemeinderat:
| Wahl | SPD               | CDU               | WGM (*1)          | WGR (*2)          | WG                | Gesamt   |
| ---- | ----------------- | ----------------- | ----------------- | ----------------- | ----------------- | -------- |
| 2024 | –                 | –                 | 9                 | 3                 | –                 | 12 Sitze |
| 2019 | per Mehrheitswahl | per Mehrheitswahl | per Mehrheitswahl | per Mehrheitswahl | per Mehrheitswahl | 12 Sitze |
| 2014 | per Mehrheitswahl | per Mehrheitswahl | per Mehrheitswahl | per Mehrheitswahl | per Mehrheitswahl | 12 Sitze |
| 2009 | 5                 | 4                 | –                 | –                 | 3                 | 12 Sitze |
| 2004 | 4                 | 5                 | –                 | –                 | 3                 | 12 Sitze |

### Ortsbürgermeisterin
Katharina Frey-Treseler (WG Malburg) wurde am 21. Januar 2025 Ortsbürgermeisterin von Kanzem. Ihr Vorgänger Johann Peter Mertes (parteilos) hatte das Amt seit dem 9. Juli 2014 inne und wurde bei der Direktwahl am 26. Mai 2019 mit einem Stimmenanteil von 87,14 % für weitere fünf Jahre in seinem Amt bestätigt. Bei der Direktwahl am 9. Juni 2024 kandidierte Mertes nicht erneut, und es wurde auch kein anderer Wahlvorschlag eingereicht. Daher oblag die Neuwahl des Ortsbürgermeisters gemäß rheinland-pfälzischer Gemeindeordnung dem Rat. Auf seiner konstituierenden Sitzung am 5. September 2024 fand sich jedoch kein Kandidat, und der bisher noch geschäftsführende Ortsbürgermeister Johann Peter Mertes legte sein Amt mit sofortiger Wirkung nieder.
Bis zur Wahl eines Nachfolgers oder einer Nachfolgerin wurden die Amtsgeschäfte von den Beigeordneten Andreas Breuer und Werner Malburg (beide WG Malburg) ausgeübt. Anfang Dezember 2024 setzte die Kommunalaufsicht der Kreisverwaltung Trier-Saarburg dem Ortsgemeinderat Kanzem eine Frist bis zum 26. Januar 2025, um eine dauerhafte Lösung zu finden. Daraufhin wurde eine Sitzung des Ortsgemeinderates für den 21. Januar 2025 einberufen, bei der Katharina Frey-Treseler einstimmig zur neuen Ortsbürgermeisterin gewählt wurde.
Vorgänger von Frey-Treseler waren neben Johann Peter Mertes (2014–2024, parteilos) unter anderem Dirk Burdjak (2011–2014, parteilos) und zuvor Günter Frentzen (1994–2011, SPD).

### Wappen
Blasonierung: „Geteilt, oben in Silber zwei blaue Balken, belegt mit einem wachsenden, roten, goldgekrönten, doppelschwänzigen Löwen, unten in Blau ein silberner Wellensparren eine goldene Rebe einschließend.“

## Sehenswürdigkeiten

### Philosophischer Friedhofsgarten
Die besondere Gartenanlage eines Philosophischen Gartens wurde ab 2001 von Kanzemer Bürgerinnen und Bürgern geplant, gestiftet und ausgeführt. Die 2004 fertiggestellte öffentliche Anlage soll mit ihren vier Teilgärten Werden, Sein, Abschiednehmen und Paradies zum Nachdenken über das Leben und seine Vergänglichkeit anregen.

### Landschaftsökologischer Lehrpfad
Der landschaftsökologische Lehrpfad „Naturspur am Altarm der Saar“ beschäftigt sich mit den historischen und ökologischen Aspekten der Themenbereiche „Das Dorf“, „Der Fluss“, „Der Wald“ und „Die Kiesgruben“.

### Naturschutzgebiete
Ein erheblicher Teil des Naturschutzgebiets Wiltinger Saarbogen liegt auf Kanzemer Gemeindegebiet.

### Vinothek
2007 wurde in Kanzem eine Vinothek eröffnet, an der sich die führenden Weingüter Kanzems sowie jeweils ein „Gastwinzer des Monats“ beteiligen.

### Wegekreuze
Im Ortsbereich gibt es drei Wegekreuze. Eines davon steht am Saarufer und wird im Volksmund Halfenkreuz genannt. Das zwei Meter hohe Kreuz aus hellem Sandstein entstand um 1700. Nach der Überlieferung ging an dieser Stelle ein Saarschiff unter.

### Unser Dorf hat Zukunft

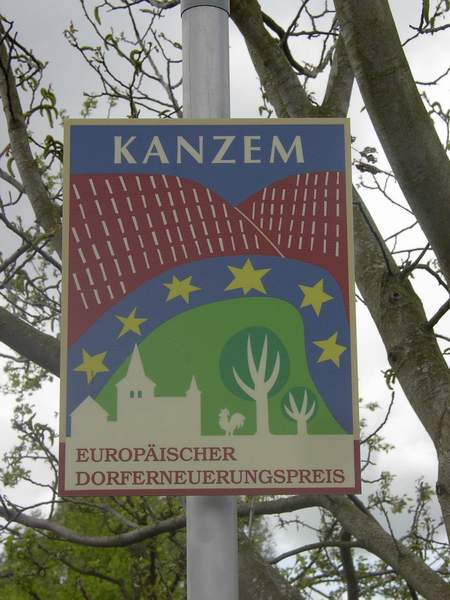
2. Preis

Kanzem nimmt seit 1977 regelmäßig an Dorfwettbewerben mit nachstehenden Ergebnissen teil:
|      | Hauptklasse | Hauptklasse | Sonderklasse | Sonderklasse |        |
| Jahr | Kreis       | Bezirk      | Kreis        | Bezirk       | Land   |
| ---- | ----------- | ----------- | ------------ | ------------ | ------ |
| 1983 | 1           | 1           |              |              |        |
| 1984 |             |             | 3            | 4            |        |
| 1987 |             |             | 4            | 5            |        |
| 1988 |             |             | 1            | 3            | Bronze |
| 1989 |             |             | 1            |              |        |
| 1990 |             |             | 3            | 5            |        |
| 1991 |             |             | 4            | 4            |        |
| 1995 |             |             | 5            |              |        |
| 1997 |             |             | 1            | 3            | Silber |
| 1999 |             |             | 1            | 1            |        |
| 2003 |             |             | 1            | 1            | Gold   |

Ermuntert durch die Erfolge von 1999 bewarb sich die Ortsgemeinde Kanzem im Jahre 2000 als Vertreterin des Landes Rheinland-Pfalz um die Teilnahme am Europäischen Dorferneuerungswettbewerb. Das Motto lautete „Ohne Zukunft keine Vergangenheit“. Die Bewertungskriterien forderten in besonderem Maße einen ganzheitlichen Ansatz in der Dorferneuerung. Ergebnis war ein 2. Preis mit der Auszeichnung „Ganzheitliche, nachhaltige und mottogerechte Dorfentwicklung von herausragender Qualität“, der am 13. Oktober 2000 Vertretern der Ortsgemeinde von der internationalen Bewertungsjury überreicht wurde.

## Wirtschaft und Verkehr

### Weine aus Kanzem
In Kanzem angebaute bekannte Saarweine sind:
- Hörecker
- Kanzemer Sonnenberg
- Kanzemer Altenberg

Weitere Weinbergslagen, die auch von Kanzemer Winzern bearbeitet werden:
- Wiltinger Scharzhofberg
- Ayler Kupp
- Wiltinger Schlangengraben
- Wiltinger Braune Kupp
- Wawerner Ritterpfad
- Filzemer
- Wawerner Jesuitenberg
- Schodener Saarfeilser Marienberg
- Wawerner Herrenberg

### Verkehr
Kanzem liegt an der Saarstrecke (Trier–Saarbrücken), deren Haltepunkt Kanzem allerdings auf der anderen Seite der Saar liegt. Dort halten stündlich Regionalzüge der Linie RB 71.

## Persönlichkeiten
- Anna Weißebach (1811–1841); Begründerin der Elisabeth-Vereine und Elisabeth-Konferenzen (heutige Caritas-Konferenzen), Tochter des damaligen Besitzers des Weingutes von Othegraven
- Franz Weißebach (1860–1925); Privatier, Mäzen und Stifter des Trierer Palastgartens, ehemaliger Mitbesitzer des Weingutes von Othegraven
- Heinz Werner (1946–2009); ehemaliger Fußballschiedsrichter, wurde infolge eines  ungeklärten Tötungsdelikts an der Kanzemer Staustufe aufgefunden
- Günther Jauch (* 1956); Fernseh- und Radiomoderator, Entertainer, Journalist und Produzent, heutiger Eigentümer des Weingutes von Othegraven

## Bilder

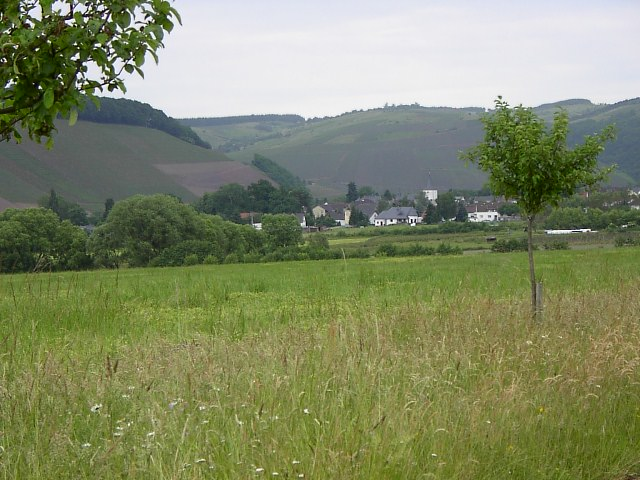
Dorfansicht
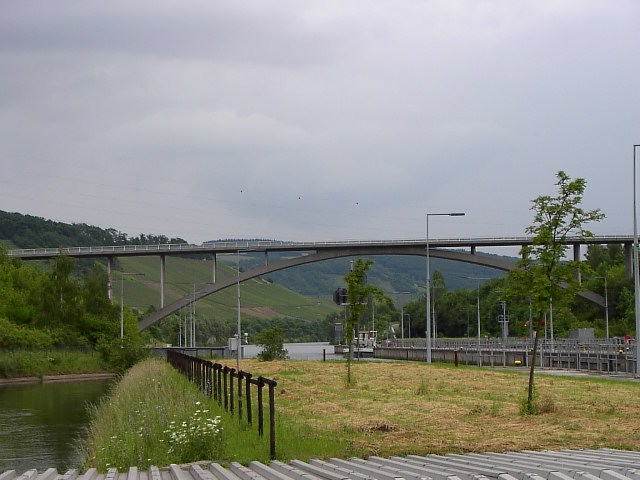
Kanalbrücke
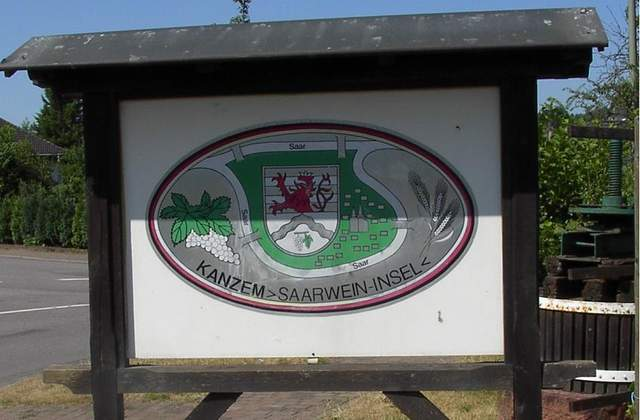
Ortseingang
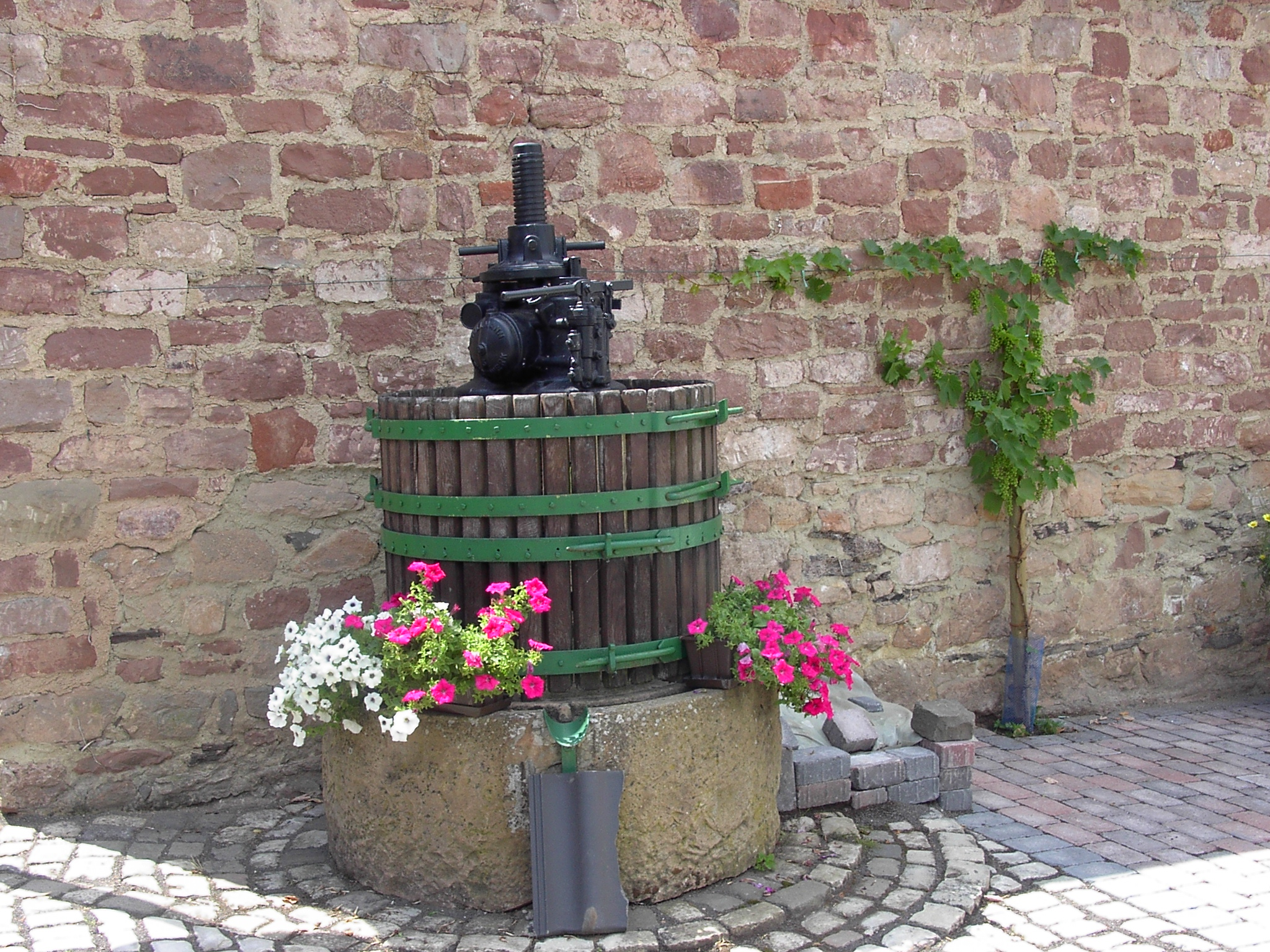
Alte Kelter als Dekoration
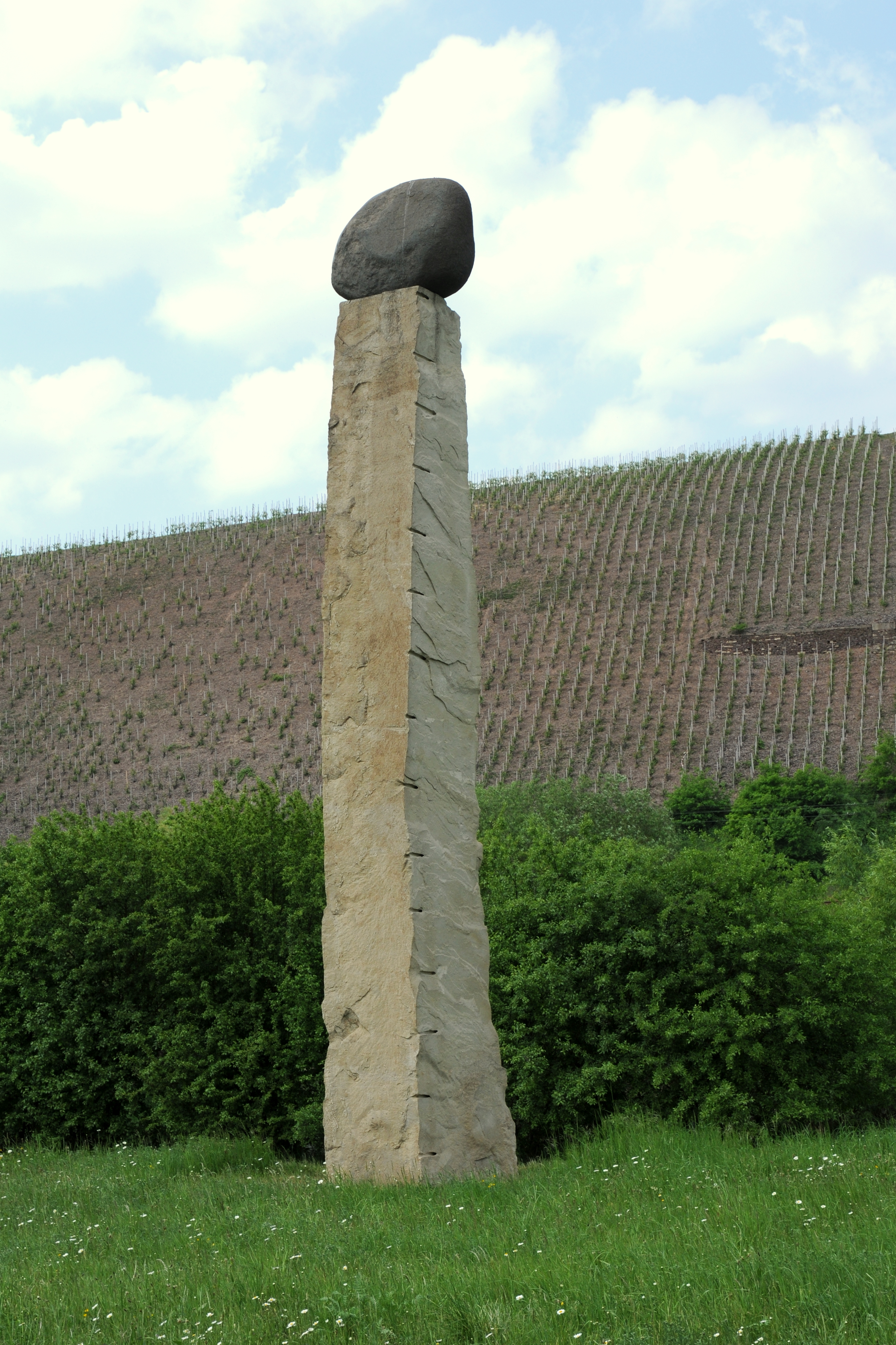
Skulptur von Ton Kalle